# 辛克鎮區 (阿肯色州布恩縣)
辛克鎮區（英語：Zinc Township）是位於美國阿肯色州布恩縣的一個行政鎮區。

## 地方資料
根據2010年美國人口普查的數據，辛克鎮區的面積為63.76平方千米，當中陸地面積為63.62平方千米，而水域面積為0.14平方千米。當地共有人口585人，而人口密度為每平方千米9人。